# Caio (nome)
Caio  è un nome proprio di persona italiano maschile.

## Varianti
- Maschili: Gaio[2][3], Cajo[3]
- Femminile: Caia[3][4], Gaia[2][3]

### Varianti in altre lingue
- Basco: Kaia[6]
- Catalano: Cai[6], Caius[6], Gaius[6]
- Galiziano: Caio[6]
- Gallese: Kay, Cai[7][8]
- Georgiano: გაიოზ (Gaioz)[5]
- Greco antico e biblico: Γάϊος (Gaios)[5]
- Inglese: Gay[9]
- Latino: Gaius/Caius[1][2][5][6][8][10], Gajus/Cajus[3][4]
  - Femminili: Gaja/Caja[4]
- Lituano: Kajus[5]
- Polacco: Gajusz, Gajus, Kajus
- Portoghese: Caio[5]
- Sloveno: Gaj
- Spagnolo: Cayo[6]
- Ungherese: Kájusz

## Origine e diffusione

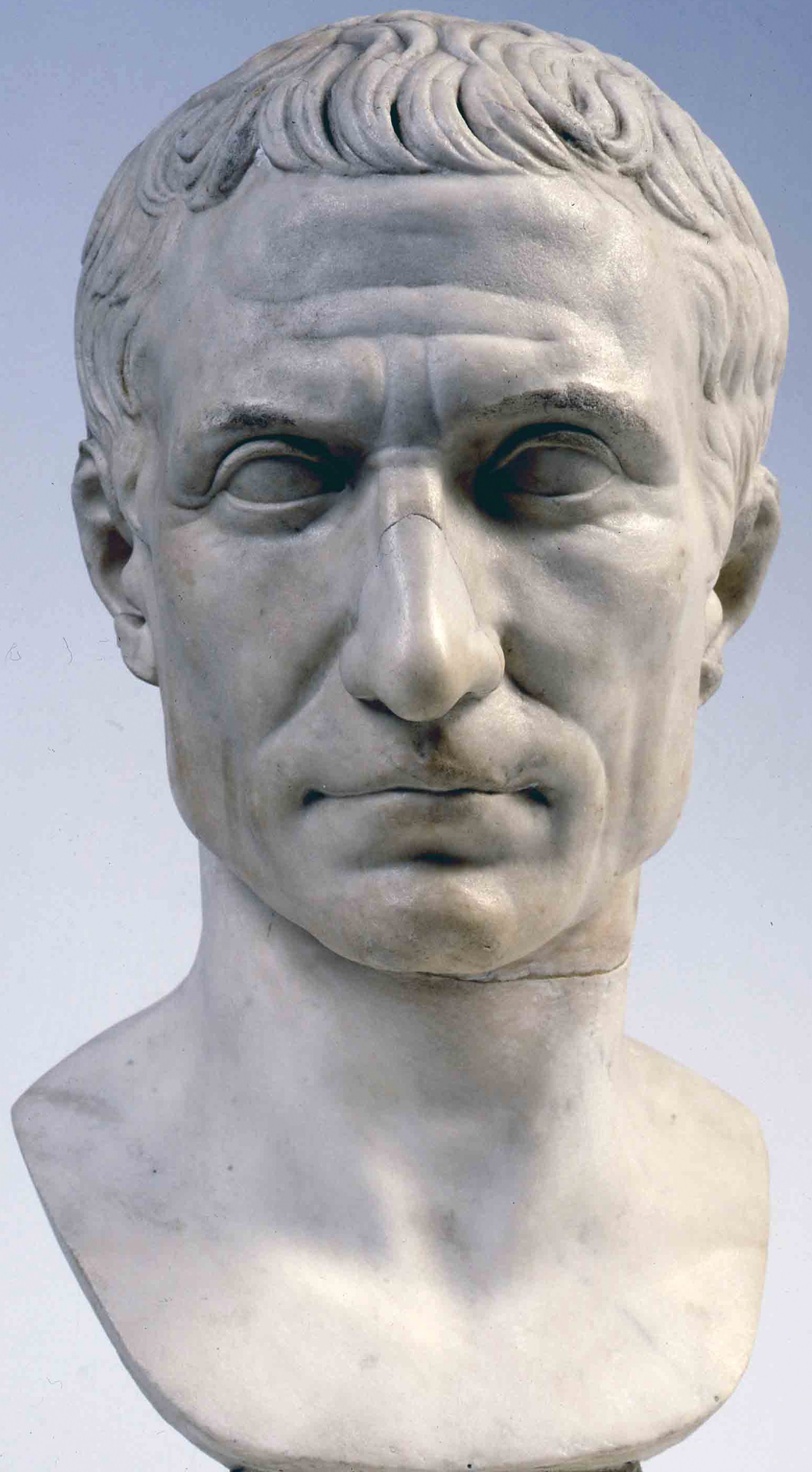
Busto di Gaio Giulio Cesare

Risale all'antico praenomen latino Gaius, dall'etimologia fortemente incerta e dibattuta. Potrebbe avere origini etrusca, e significato ignoto, oppure potrebbe essere legato al greco Γαῖα (Gàia, "terra", da cui il nome Gaia), con il possibile significato di "terrestre"; va notato che gaius in latino era anche il nome della ghiandaia (dal femminile gaia discende l'italiano "gazza"), ma anche qui non è chiaro se l'uccello abbia preso il nome proprio, o se sia il nome a derivare dall'uccello. È frequente pure l'associazione al latino gaudere, "gioire", quindi "felice"; a tal proposito va notato che il vocabolo italiano "gaio" ("felice", "allegro") ha una vicenda etimologica diversa, essendo giunto nelle lingue romanze, originariamente in provenzale, per trasmissione germanica.
Era un nome esageratamente comune nell'antica Roma, tanto che ad esempio lo si usava come sinonimo di "uomo" (e, al femminile, "donna") nella formula matrimoniale Ubi tu Gaius, ibi ego Gaia ("dove tu sarai Gaio, io lì sarò Gaia"), con cui la moglie si impegnava a condividere la vita con il marito; venne portato da numerosissime figure di rilievo -uno su tutti, Gaio Giulio Cesare- e appare anche più volte nel Nuovo Testamento. Inizialmente l'alfabeto latino non distingueva l'occlusiva velare sorda (la c dura) dall'occlusiva velare sonora (la g dura), usando la lettera "C" per entrambe, e quindi il nome veniva scritto Caius e abbreviato C.: questo ha creato malintesi in epoca postclassica, tanto che la più comune forma italiana è proprio "Caio" e non "Gaio".
Anche i giuristi antichi, come Irnerio, presero l'abitudine di usare il nome "Caio" per indicare una persona qualunque (allo stesso modo del nome Tizio -si veda Tizio, Caio e Sempronio-, ma anche dell'inglese Jack); fu forse questo a far cadere il nome in disuso, nonostante il culto di una quindicina di santi così chiamati, tra cui un papa. In italiano moderno è sempre raro: negli anni 1970 se ne contavano appena trecento occorrenze, più una cinquantina della forma Gaio, sparse al Nord e al Centro, con maggiore compattezza in Toscana e Lazio (dove, a Roma, è relativamente frequente anche il composto "Caio Mario", in onore dell'omonimo politico romano).
Caius potrebbe essere all'origine del nome scandinavo Kai, così come del gallese Cai (anticamente Kay), portato tra l'altro da sir Kay, uno dei cavalieri della Tavola Rotonda.

## Onomastico
Diversi santi portano questo nome, e l'onomastico si può pertanto festeggiare in memoria di uno qualsiasi di loro, alle date seguenti:
- 4 gennaio, san Caio, martire con sant'Ermete in Mesia[14][15]
- 28 febbraio, san Caio, martire a Corinto o ad Alessandria[1][15]
- 10 marzo, san Caio, missionario e martire con sant'Alessandro ad Apamea sotto Marco Aurelio[1][14][15]
- 16 aprile, san Caio, martire con altri compagni a Saragozza sotto Diocleziano[1][14]
- 19 aprile, san Caio, martire a Melitene[1][15]
- 22 aprile, san Caio, papa e martire[1][4][14][15]
- 3 giugno, san Cursico (o Cursino, o Caio), prete e martire in Africa[1][15]
- 30 agosto (o 28 agosto[1]), san Gaio, martire con Fortunato e Ante a Salerno[1][15][16]
- 27 settembre, san Caio, vescovo di Milano[1][14]
- 3 ottobre, san Caio, esiliato in Libia sotto Decio, e poi martirizzato con altri compagni ad Alessandria sotto Valeriano[1][14][15]
- 4 ottobre, san Caio di Corinto, discepolo di san Paolo e martire[1][14][15]
- 21 ottobre, san Caio o Gaio, martire con i santi Dasio e Zotico a Nicomedia sotto Diocleziano[14][15]
- 15 novembre, beato Caio di Corea, catechista, martire a Nagasaki[14][15]
- 20 novembre, san Caio, martire a Messina sotto Diocleziano[1]

## Persone
- Caio Blat, attore brasiliano
- Caio Bonfim, marciatore brasiliano

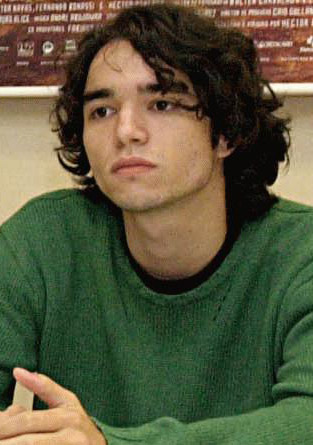
Caio Blat

- Caio Collet, pilota automobilistico brasiliano
- Caio Mario Coluzzi Bartoccioni, biologo, epidemiologo e parassitologo italiano
- Caio Domenico Gallo, storico e letterato italiano
- Caio Mario Garrubba, fotoreporter italiano
- Caio Farinha, giocatore di calcio a 5 brasiliano naturalizzato italiano
- Caio Júnior, allenatore di calcio e calciatore brasiliano
- Caio Rangel, calciatore brasiliano
- Caio Souza, ginnasta brasiliano

### Variante Gaio

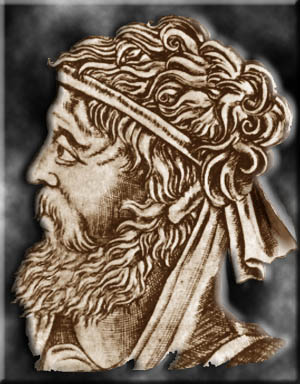
Gaio Valerio Catullo

- Gaio Giulio Cesare, generale, console, dittatore, oratore e scrittore romano
- Gaio Giulio Cesare Ottaviano Augusto, imperatore romano
- Gaio Mario, generale e politico romano
- Gaio Plinio Cecilio Secondo, scrittore e senatore romano
- Gaio Plinio Secondo, scrittore romano
- Gaio Sallustio Crispo, storico e politico romano
- Gaio Svetonio Tranquillo, scrittore romano
- Gaio Tizio, oratore e tragediografo romano
- Gaio Valerio Catullo, poeta romano
- Gaio Claudio Glabro, politico e militare romano

### Altre varianti
- Caius Gabriel Cibber, scultore danese
- Cayo Lara, politico spagnolo
- Caius Welcker, calciatore olandese

## Il nome nelle arti
- Caius è un personaggio della serie di romanzi e film di Twilight, creata da Stephenie Meyer.
- Gaius è un personaggio della serie televisiva Merlin.
- Gaius Baltar è un personaggio della serie Battlestar Galactica.